# Karolina Naja
Karolina Naja (Tychy, 5 de febrero de 1990) es una deportista polaca que compite en piragüismo en la modalidad de aguas tranquilas.
Participó en tres Juegos Olímpicos de Verano, obteniendo cuatro medallas, bronce en Londres 2012, bronce en Río de Janeiro 2016 y plata y bronce en Tokio 2020. En los Juegos Europeos consiguió cuatro medallas, bronce  en Bakú 2015, bronce en Minsk 2019 y dos oros en Cracovia 2023.
Ganó quince medallas en el Campeonato Mundial de Piragüismo entre los años 2010 y 2023, y trece medallas en el Campeonato Europeo de Piragüismo entre los años 2012 y 2022.

## Palmarés internacional
| Juegos Olímpicos   | Juegos Olímpicos            | Juegos Olímpicos  | Juegos Olímpicos |
| Año                | Lugar                       | Medalla           | Competición      |
| ------------------ | --------------------------- | ----------------- | ---------------- |
| 2012               | Londres (Reino Unido)       | Medalla de bronce | K2 500 m         |
| 2016               | Río de Janeiro (Brasil)     | Medalla de bronce | K2 500 m         |
| 2020               | Tokio (Japón)               | Medalla de plata  | K2 500 m         |
| 2020               | Tokio (Japón)               | Medalla de bronce | K4 500 m         |
| Campeonato Mundial |                             |                   |                  |
| Año                | Lugar                       | Medalla           | Competición      |
| 2010               | Poznań (Polonia)            | Medalla de bronce | K4 500 m         |
| 2011               | Szeged (Hungría)            | Medalla de plata  | K2 200 m         |
| 2011               | Szeged (Hungría)            | Medalla de bronce | K1 4 × 200 m     |
| 2013               | Duisburgo (Alemania)        | Medalla de plata  | K1 4 × 200 m     |
| 2013               | Duisburgo (Alemania)        | Medalla de plata  | K2 200 m         |
| 2013               | Duisburgo (Alemania)        | Medalla de bronce | K2 500 m         |
| 2014               | Moscú (Rusia)               | Medalla de oro    | K1 4 × 200 m     |
| 2014               | Moscú (Rusia)               | Medalla de plata  | K4 500 m         |
| 2014               | Moscú (Rusia)               | Medalla de bronce | K2 500 m         |
| 2018               | Montemor-o-Velho (Portugal) | Medalla de bronce | K4 500 m         |
| 2019               | Szeged (Hungría)            | Medalla de plata  | K2 500 m         |
| 2019               | Szeged (Hungría)            | Medalla de bronce | K4 500 m         |
| 2022               | Halifax (Canadá)            | Medalla de oro    | K2 500 m         |
| 2022               | Halifax (Canadá)            | Medalla de oro    | K4 500 m         |
| 2023               | Duisburgo (Alemania)        | Medalla de plata  | K4 500 m         |
| Juegos Europeos    |                             |                   |                  |
| Año                | Lugar                       | Medalla           | Competición      |
| 2015               | Bakú (Azerbaiyán)           | Medalla de bronce | K4 500 m         |
| 2019               | Minsk (Bielorrusia)         | Medalla de bronce | K4 500 m         |
| 2023               | Cracovia (Polonia)          | Medalla de oro    | K2 500 m         |
| 2023               | Cracovia (Polonia)          | Medalla de oro    | K4 500 m         |
| Campeonato Europeo |                             |                   |                  |
| Año                | Lugar                       | Medalla           | Competición      |
| 2012               | Zagreb (Croacia)            | Medalla de oro    | K2 1000 m        |
| 2012               | Zagreb (Croacia)            | Medalla de bronce | K2 500 m         |
| 2013               | Montemor-o-Velho (Portugal) | Medalla de oro    | K2 500 m         |
| 2013               | Montemor-o-Velho (Portugal) | Medalla de oro    | K2 1000 m        |
| 2013               | Montemor-o-Velho (Portugal) | Medalla de plata  | K2 200 m         |
| 2014               | Brandeburgo (Alemania)      | Medalla de plata  | K4 500 m         |
| 2014               | Brandeburgo (Alemania)      | Medalla de plata  | K2 500 m         |
| 2015               | Račice (República Checa)    | Medalla de oro    | K2 500 m         |
| 2015               | Račice (República Checa)    | Medalla de plata  | K2 200 m         |
| 2015               | Račice (República Checa)    | Medalla de plata  | K2 1000 m        |
| 2021               | Poznań (Polonia)            | Medalla de plata  | K2 500 m         |
| 2022               | Múnich (Alemania)           | Medalla de oro    | K2 500 m         |
| 2022               | Múnich (Alemania)           | Medalla de oro    | K4 500 m         |